# Воротар (хокей із шайбою)

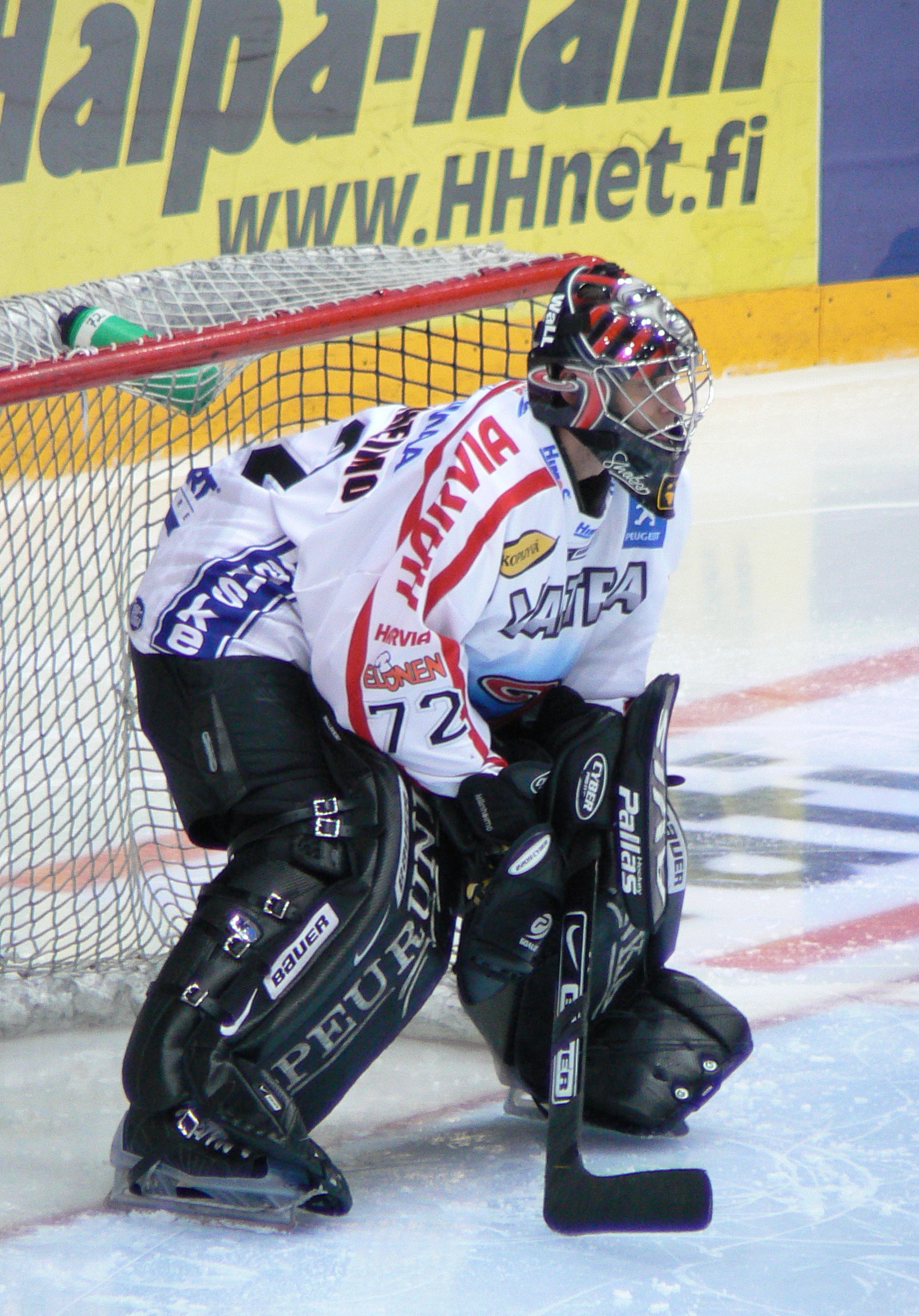
Фінський воротар Сінух Воллінхеймо

Ворота́р — у хокеї з шайбою гравець, відповідальний за захист воріт своєї команди, який зокрема повинен запобігти потраплянню шайби в їхню площину.
У воротаря особливі привілеї у грі, які інші гравці не мають. Він носить спеціальну воротарську амуніцію, яка відрізняється від тієї, що є в інших гравців, і підпадає під дію спеціальних правил. Голкіпери можуть використовувати будь-яку частину свого тіла для блокування прострілів. Воротар може затримати шайбу пасткою або притиснути її до льоду, щоб зупинити гру (для цього він повинен утримувати шайбу протягом трьох секунд, до цього часу голкіпер може повернути її в гру). Якщо гравець з іншої команди застосує силовий прийом проти воротаря, то він може бути покараний. У деяких лігах (включаючи НХЛ), якщо ключка воротаря розбивається, він може продовжувати грати з розбитою ключкою, допоки гра не зупиниться, на відміну від інших гравців, які повинні негайно замінити зламані ключки.
Воротар зазвичай грає або перебуває в спеціальній зоні біля воріт, яка називається воротарським майданчиком або п'ятаком. Воротар — один із найцінніших гравців на майданчику, оскільки його майстерність може вирішити результат гри. Кожна команда може мати на арені лише одного воротаря.

## Амуніція

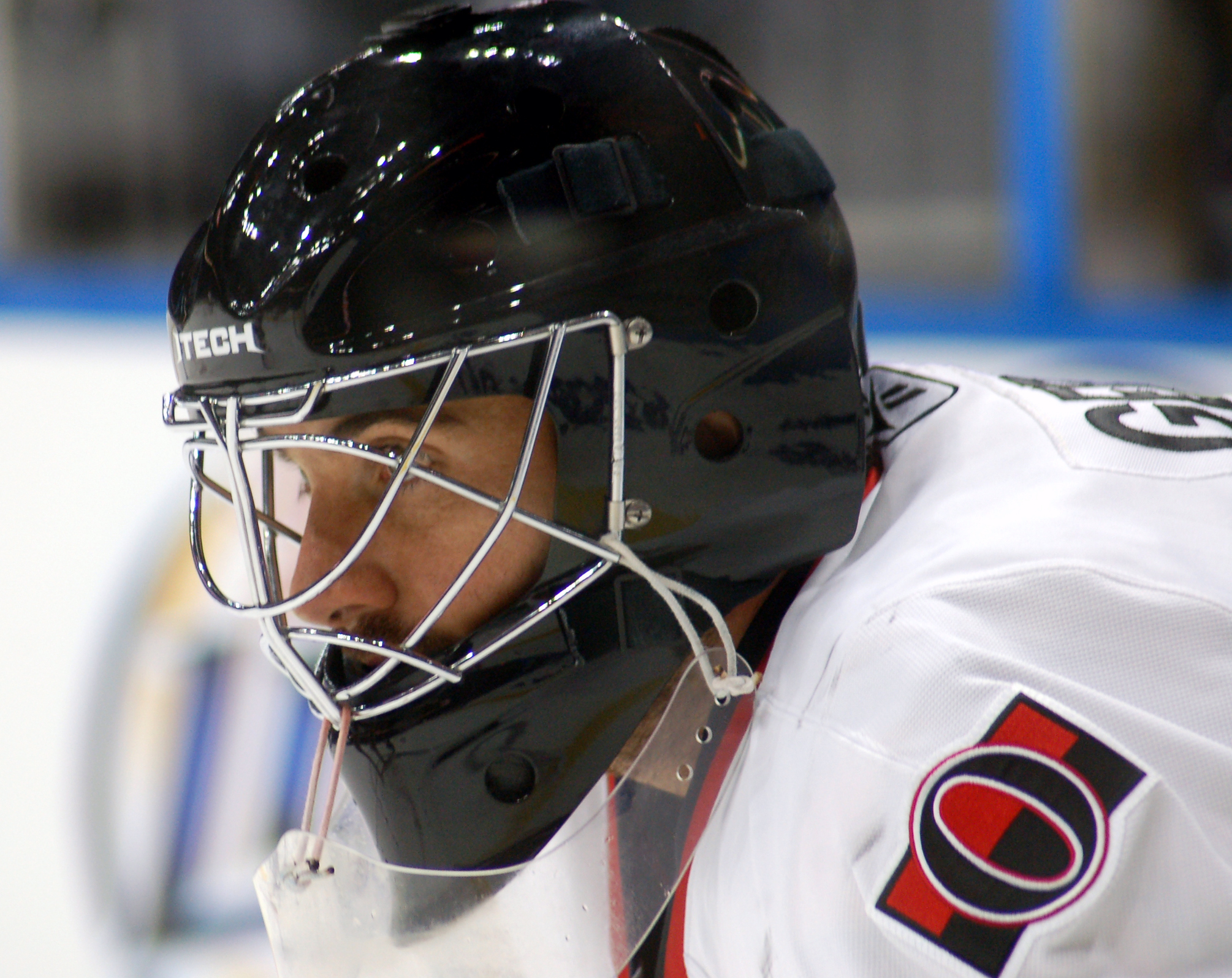
Воротарська маска

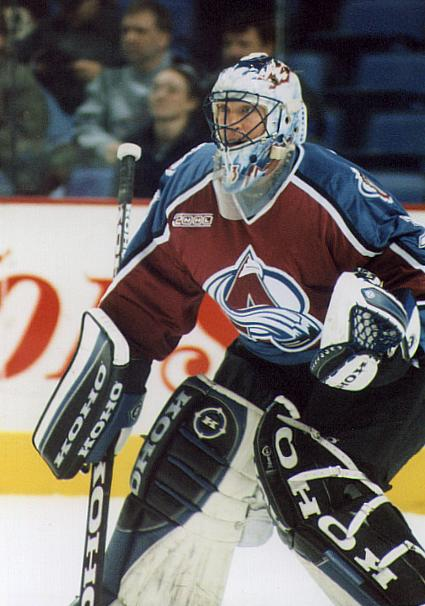
Патрік Руа 1999

Хокейний воротар має спеціальну амуніцію, в яку входять:
- Маска (воротарська клітка) — спеціальна захисна частина шолома, яка захищає обличчя воротаря від потрапляння у нього шайби.

- Посилений панцир — вид хокейної амуніції, в якому суміщені налокітники й нагрудник.
- Щитки — захисні елементи, які захищають зону вище коліна, коли воротар опускається на коліна.
- Пастка — спеціальна рукавичка, створена для лову шайби.
- Блокер — широка воротарська рукавичка, призначена для захисту кисті руки, а також для відбивання кидків.

### Ключка
Ключка голкіпера відрізняється від ключок інших гравців тим, що має більшу основу й менший кут між гаком і держаком.

### Ковзани
У ковзанів воротаря більш широке і довше лезо і зовнішня конструкція є ударостійкою, вкорочена задня частина і є отвори для кріплення щитків.

## Цікаві факти
- У 1917 році НХЛ змінила правило, дозволивши воротарям падати на лід при спробах зупинити шайбу. До цього голкіпери отримували за це малий штраф і додатковий грошовий штраф у 2 долари. Подібні штрафи від 2 до 15 доларів у той час супроводжували і всі інші передбачені правилами фоли.[2]
- Мартен Бродо — єдиний голкіпер у НХЛ, який забив переможну шайбу в матчі.[2]
- Клінт Бенедикт вперше одягнув воротарську маску з пластика і шкіри в 1929 році.[2]
- Маска хокейного голкіпера має спеціальну закруглену форму для «відведення» шайби вбік і поглинання сили удару, що знижує ризик травм.[2]
- При виготовленні екіпірування для воротаря використовується матеріал кевлар, який застосовується в куленепробивних поліцейських бронежилетах.[2]
- Хокейна воротарська маска вперше була застосована в 1936 році в Берліні японським воротарем Танакі Хоімой.[2]